# Thalham (Obertaufkirchen)

Zwei Funktionsbaracken im Gelände des ehemaligen KZ-Außenlagers Thalham

Thalham ist ein Gemeindeteil der Gemeinde Obertaufkirchen im oberbayerischen Landkreis Mühldorf am Inn.

## Geographie
Das Dorf liegt nordöstlich des Kernortes Obertaufkirchen. Westlich des Ortes verläuft die Kreisstraße MÜ 30, nördlich die St 2084 und südlich die Bundesautobahn 94.

## Baudenkmäler
In Thalham gibt es zwei Baudenkmäler:
- zwei Funktionsbaracken im Gelände des ehemaligen KZ-Außenlagers Thalham (Thalham 12 und 13); die Typenbauten aus vorgefertigten Bauteilen wurden 1944 im Zusammenhang mit dem Rüstungswerk im Mühldorfer Hart errichtet
- ein aus der Mitte des 18. Jahrhunderts stammendes Kleinbauernhaus (Thalham 9), ein erdgeschossiger Blockbau mit Kniestock und asymmetrischem Flachsatteldach

Siehe auch Liste der Baudenkmäler in Thalham